# Scott Woods
Scott Philip Galang Woods (* 7. Mai 2000 in Oslo, Norwegen) ist ein philippinisch-schottischer Fußballspieler.

## Karriere

### Verein
Scott Woods erlernte das Fußballspielen in den norwegischen Jugendmannschaften von IL Flint und FK Tønsberg sowie in der US-amerikanischen Schulmannschaft des Northeastern Junior College und der Universitätsmannschaft der Northeastern State RiverHawks. Seinen ersten Vertrag unterschrieb er am 1. Januar 2022 beim philippinischen Verein Azkals Development Team in Manila. Hier stand er bis Mai 2022 unter Vertrag. Ende Mai 2022 kehrte er nach Norwegen zurück. Hier spielte er bis März 2023 für seinen Jugendverein IL Flint. Ende März 2023 wechselte er zum Viertligisten FK Eik Tønsberg. Mit dem Verein aus Tønsberg wurde er am Ende der Saison 2023/24 Meister der Gruppe 4 und stieg somit in die dritte Liga auf. Anfang Juli 2024 ging er nach Thailand, wo er einen Vertrag beim Erstligisten Muangthong United unterschrieb. Für Muangthong bestritt er ein Ligaspiel. Im Januar 2024 ging er nach Kambodscha. Hier schloss er sich dem Erstligisten Boeung Ket Angkor in Phnom Penh an.

### Nationalmannschaft
Scott Woods spielte 2022 fünfmal in der U23-Mannschaft der Philippinen. Mit der Mannschaft nahm er an der AFF U-23 Championship und den Südostasienspielen teil. Sein Debüt in der A-Nationalmannschaft der Philippinen gab er am 6. Juni 2024 in einem WM-Qualifikationsspiel gegen Vietnam. Bei der 3:2-Niederlage im Mỹ-Đình-Nationalstadion in Hanoi stand er in der Startelf und wurde in der 70. Minute gegen Paul Tabinas ausgewechselt.